# 苑裡山腳慈護宮
24°25′00″N 120°41′11″E / 24.416792°N 120.686378°E
苑裡山腳慈護宮，又名苑裡慈護宮，是位於臺灣苗栗縣苑裡鎮山脚里的媽祖廟，為山腳、舊社、錦山三庄的信仰中心，其媽祖稱為「三庄媽」。

## 由來
早期，苑裡鎮山腳、舊社、錦山庄，每年輪流由值年爐主與副爐主各供奉一尊稱為「三庄媽」的媽祖神像。1910年代初年，地方人士發起建廟之議，期作為民眾信仰中心，1918年起由郭南枝等組成百人金蘭會，分大金蘭、二金蘭、三金蘭三組輪流辦理奉祀事宜，更集資購買現在建廟地基零點二四六一公頃土地，但因當時日本政府問題，只好以郭亮、杜萬傾名義登記，多年來均無法興建廟宇，直到1992年底舉行動土大典，1993年9月正式開工。
廟身龍柱、壁鑲石獅均採用中國大陸青斗石，且請中國大陸師傅雕刻完成後才運到台灣，而木雕部分亦多委託中國大陸製作。媽祖神像除增加一尊鎮殿媽祖外，還多十尊分身媽祖，原有二尊爾後負責出門進香及出巡繞境。在完工前，李登輝總統、連戰副總統、台灣省長宋楚瑜等政府首長，均已先致獻匾額恭賀。因與桃園慈護宮、金包里慈護宮同名，三廟締結為姊妹廟。
1996年11月29日媽祖安座時，苑裡鎮長張榮松、縣議員洪木貴、陳基寶等人參與。廟地作為台灣藺草學會的據點，馬英九擔任總統時曾和周美青來此聽取藺草產業現況簡報。